# Mesembryanthemum tortuosum
Mesembryanthemum tortuosum L. è una pianta succulenta della famiglia Aizoaceae, endemica delle Province del Capo (Sudafrica) e che è popolarmente conosciuta come kanna, channa e kougoed.

## Storia
La pianta veniva tradizionalmente usata fin dalla preistoria, dai pastori e dai cacciatori sudafricani, che masticavano la pianta secca oppure la fumavano, per alleviare i sintomi di fame e sete e per sedare o migliorare il loro umore. I gruppi nativi sudafricani utilizzavano le parti aeree per ottenerne una poltiglia vegetale che veniva masticata ripetutamente per estrarne il succo che veniva poi ingerito. La poltiglia veniva lasciata fermentare in contenitori chiusi per diversi giorni prima di essere consumata. La pianta pur non avendo effetto allucinogeno era considerata in alcuni resoconti di oltre due secoli fa come una sostanza che potesse causare la perdita di coscienza e produrre delirio.

## Uso attuale
Oggi Mesembryanthemum tortuosum viene commercializzato su siti internet, e negli smart shop sotto forma di tavolette o capsule, e viene consigliato per il trattamento degli stati d'ansia e dell'umore depresso, come supporto per la cessazione dal fumo, nel caso di deficit dell'attenzione, come aiuto nelle fasi di intenso studio. La dose tipica consigliata varia tra i 50 ed i 100 mg una o due volte al giorno, sebbene dosi maggiori si possano assumere sotto la supervisione di un medico.
Sebbene non siano state scientificamente provate, potrebbero presentarsi delle interazioni tra Mesembryanthemum tortuosum e alcune sostanze stupefacenti date le sue capacità di influenzare i neurorecettori. Per questi motivi non dovrebbe venir mai utilizzato da chi utilizza psicofarmaci (ansiolitici, sedativi, antidepressivi), sostanze stupefacenti di qualsiasi tipo, e in casi di cardiovasculopatie. Non se ne conosce l'effetto durante la gravidanza.
Sebbene alcune testimonianze del passato narrassero delle proprietà psichedeliche della Kanna, gli studi moderni smentiscono che abbia effetti allucinogeni.
Se sniffata, bastano 50–200 mg per provocare effetti, ma può avere i medesimi effetti se fumata impiegando dosi maggiori (100–250 mg). Può anche essere ingerita, ma quest'ultimo metodo richiede una dose ancora più elevata (dai 500 mg in su). Assunta in questi modi produce euforia ed un'azione analgesica. Come in molti altri psicotropi, un uguale quantitativo può suscitare effetti più o meno forti a seconda del soggetto.

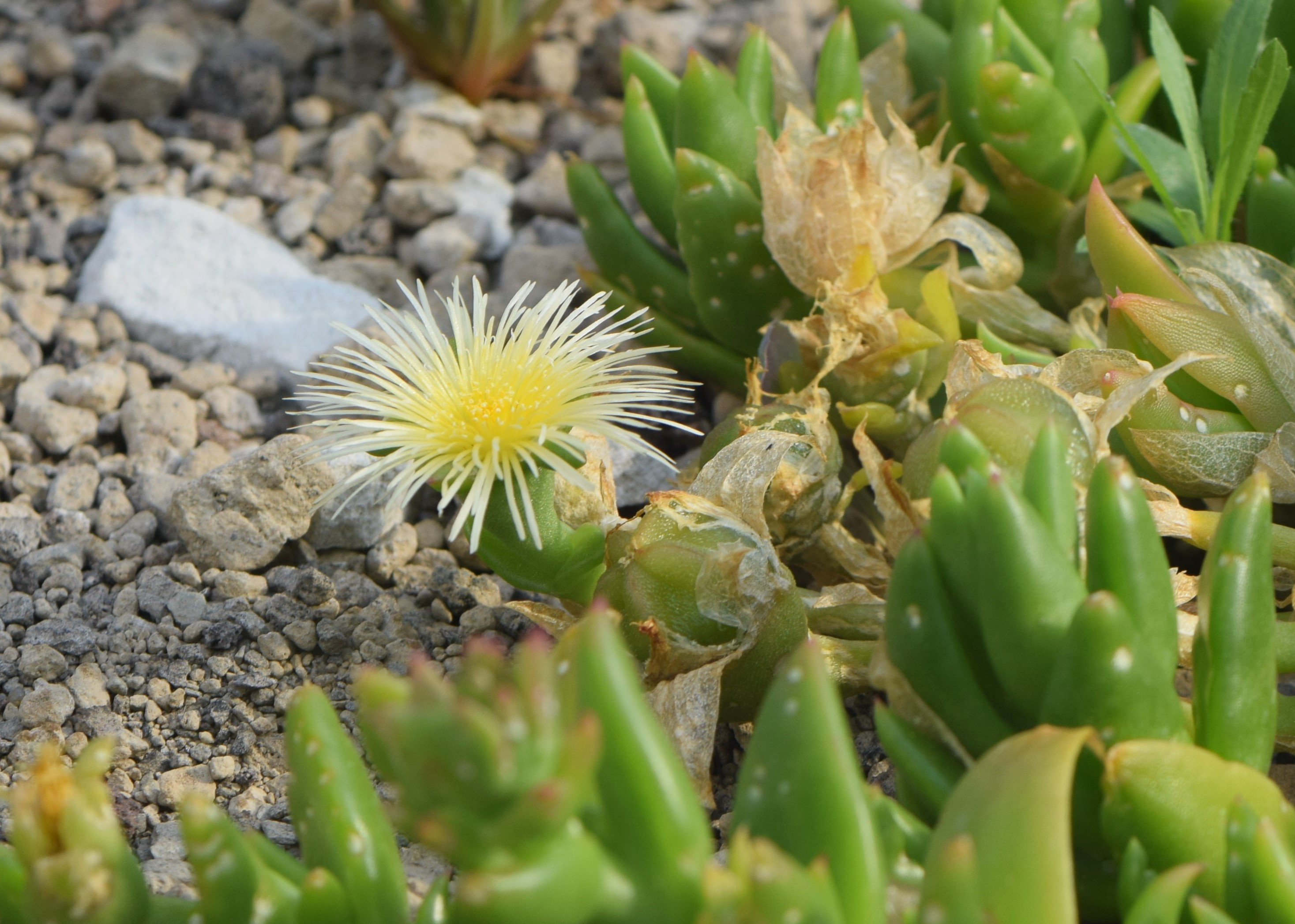

La pianta può essere coltivata a partire da semi e propagata per talea. Non tollera il gelo.

## Farmacologia
Mesembryanthemum tortuosum contiene alcaloidi in percentuale pari al 1-1,5%. La mesembrina risulta essere l'alcaloide principale (0,3 e 0,86% rispettivamente nelle foglie e nel fusto). Sono altresì presenti il mesembrenone, il 4'-O-demetilmesembrenolo e la tortuosamina. I principi attivi sono contenuti nelle parti aeree della pianta. Il contenuto di mesembrina e di 4'-O-demetilmesembrenolo diminuisce durante le fasi di preparazione della poltigliavegetale della pianta secondo il metodo tradizionale; il mesembrone, invece, a seguito del medesimo trattamentosubisce un incremento di concentrazione.
La mesembrina, un inibitore del reuptake della serotonina, con effetti antidepressivi, blandamente sedativi e ansiolitici, attiva anche a bassi dosaggi (100 µg). Mostra inoltre attività anche come inibitore PDE4 (fosfodiesterasi 4).
La mesembrina viene pertanto impiegata da un certo numero di medici per il trattamento della depressione lieve o moderata, di disordini psicologici o psichiatrici caratterizzati da ansia, dalla dipendenza da alcool o da sostanze stupefacenti, per la bulimia nervosa o per disturbi ossessivo compulsivi.
L'attività inibitoria è stata osservata anche a livello dei recettori dopaminergici, adrenergici e nicotinici, il che giustifica l'uso tradizionale dello Sceletium come ansiolitico.

Il mesembrenone ha mostrato attività antitumorale in vitro nei confronti della linea cellulare tumorale umana Molt 4.
Non esistono studi riguardanti gli effetti farmacologici della tortuosamina sia sull'animale da laboratorio che sull'uomo.
È inoltre in fase di studio la possibilità di utilizzare lo Sceletium come trattamento nei casi di Parkinson ed Alzheimer.

## Tossicità ed effetti avversi
Non sono noti dati relativi alla tossicità acuta per quanto riguarda i principi attivi dello Sceletium tortuosum. Tuttavia bisogna prestare attenzione alle interazione che i principi attivi dello Sceletium possono avere con altre sostanze.
La mesembrina, essendo un inibitore del reuptake della serotonina, può interagire con gli inibitori selettivi del reuptake della serotonina (SSRI) o con gli inibitori delle monoamminossidasi (MAO). L'uso dello Sceletium tortuosum dovrebbe pertanto essere evitato in caso di terapie con tali farmaci.
Inoltre può interagire anche con piante la cui assunzione determina effetti farmacologici simili, quali: Ruta siriana (Peganum harmala), Passiflora (Passiflora incarnata), Yohimbe (Corynanthe yohimbe) oltre che con alcuni antidepressivi.
Spesso si è notato un effetto sinergico tra Sceletium e alcool o Cannabis sativa. In particolare in letteratura si riporta il caso di un poliassuntore che ha sperimentato un episodio di flashback traumatico in seguito all'assunzione concomitante di alcool, Cannabis e Sceletium.
Tra gli effetti collaterali si riportano:
- Lieve cefalea
- Lieve nausea
- Perdita di appetito
- Momentanea irritabilità
- Insonnia se assunto prima di andare a dormire

## Legislazione
In Italia la mesembrina è inserita nella tabella I di cui all'art.14 del DPR n. 309/90, aggiornata dal Decreto del 23 dicembre 2019. Benché il principio attivo sia stato inserito, la pianta che lo contiene ancora non è presente in tabella.
In Europa non esistono restrizioni legali a carico di Mesembryanthemum tortuosum o dei suoi principi attivi. La detenzione, il commercio e la coltivazione sono legali negli Stati Uniti, sebbene non sia approvato il suo utilizzo in ambito alimentare.